# Protis polyoperculata
Protis polyoperculata är en ringmaskart som beskrevs av Kupriyanova 1993. Protis polyoperculata ingår i släktet Protis och familjen Serpulidae. Inga underarter finns listade i Catalogue of Life.